# Teddy Park
Teddy Park (né Park Hong-jun le 14 septembre 1978), mieux connu par son nom de scène Teddy, a fait partie du groupe 1TYM de 1998 à 2005.

Il est depuis une dizaine d'années un auteur-compositeur et producteur à part entière.
Il a entre autres travaillé avec BLACKPINK, BIGBANG, Se7en et Uhm Jung-hwa.
Teddy s'est classé dans le top 3 des producteurs ayant touché le plus de royalties annuellement depuis 2009. Il possède plusieurs biens immobiliers à Séoul et Los Angeles valant au moins 30 millions de dollars.
En 2016 il fonde le label indépendant The Black Label, une filiale de YG Entertainment. Le label héberge actuellement Zion.T, Somi et anciennement Lee Hi.

## Vie et carrière

### Jeunesse
Teddy Park est né à Séoul en Corée du Sud, mais a déménagé à New York City dans son enfance. Teddy a été lourdement harcelé là-bas ; son père l'a transféré dans la ville de Diamond Bar en Californie, et a étudié au Diamond Bar High School. Là-bas, il y rencontre Im Taebin, et se sont rapprochés grâce à leur amour pour le rap. Ils ont auditionné ensemble chez Brothers Entertainment et ont été acceptés, ils y entendent parler là-bas de YG Entertainment. Ils déménagent alors en Corée du Sud, et Teddy ira à l'Université Myongji pour étudier l'anglais. Cependant, il déménage rapidement à Séoul pour commencer ses activités avec son groupe nouvellement formé 1TYM. Il parle couramment anglais et coréen.

### 1998–2005: Travail avec 1TYM
1TYM a produit cinq albums studio. En 1998, ils débutent avec One Time for Your Mind qui a un style hip-hop. Teddy était tout d'abord un rappeur et apportait peu aux chansons, en dehors de l'écriture.
One Time for Your Mind est suivi par 2nd Round en 2000 et Third Time Fo' Yo' Mind en 2003. Teddy commence à peser plus dans les chansons, et a un rôle plus proéminent dans la production.
Après les trois albums initiaux, 1TYM sort Once N 4 All. Après ça, ils font une pause de deux ans durant laquelle Taebin sortira son premier album solo. 1TYM revient avec One Way en 2005, leur cinquième et dernier album studio. 1TYM fait une pause après One Way à cause du service militaire d'Oh Jinhwan.

### Depuis 2006: Producteur pour YG Entertainment
À partir de 2006, après le début du hiatus de 1TYM, Teddy commence à produire pour son label. Sa première production majeure en dehors de son travail avec 1TYM fut "La La La" pour l'album Sevolution de Se7en.
De fin 2006 à début 2009, Teddy a produit pour le boys band BIGBANG. Il a notamment eu une partie dans leur hit "Sunset Glow".
En 2008 Teddy présente à Yang Hyun-suk un ami du lycée auteur-compositeur, qui est Choice37.
En 2009, il commence à devenir plus actif en tant que producteur. Il produit Lollipop, collaboration entre BIGBANG et 2NE1, qui est un véritable carton.

Il a décliné une offre de travailler avec Lady Gaga. Il a focalisé son attention sur 2NE1 et leur premier EP intitulé 2NE1 1st Mini Album. 
Teddy a produit la plupart de l'album Solar de Taeyang et figure sur le titre de G-Dragon The Leaders.

Vers la fin de l'année, Teddy figure dans le top 10 de 10Asia des personnalités de 2009 pour sa participation aux plus gros hits de K-pop de l'année.
En 2010 il est un des producteurs de l'album Digital Bounce de Se7en.

On le retrouve également sur l'album To Anyone de 2NE1.
En 2011 il produit le second mini album de 2NE1, avec l'immense succès international I Am the Best.
En 2013 Teddy a notamment produit le titre Rose de Lee Hi, The Baddest Female de CL, le premier single de Kang Seung-yoon WILD & YOUNG ainsi que tous les titres réalisés par 2NE1 cette année-là.
En 2014 on lui doit le dernier album de 2NE1, Crush.
En 2016 il a composé et produit les mini albums Square One et Square Two du tout nouveau groupe BLACKPINK, aux côtés de R.Tee, Seo Won Jin et Bekuh BOOM.
Il participe aussi à la création du second album des Blackpink sorti fin 2022 qui se nomme Born Pink.

### 2016–présent: The Black Label
En 2016 il fonde le label The Black Label, une filiale indépendante de YG Entertainment. Zion.T et Somi y sont signés.
En septembre 2024 il fait débuter son premier groupe féminin Meovv, qui est composé de cinq membres.
En Juin 2025, il fait débuté son deuxième groupe, AllDay Project, un groupe mixte composé aussi de cinq membres.

## Style musical et influences
Le style de production de Teddy comporte de lourdes influences du R&B contemporain. De plus, il utilise du reggae dans ses chansons. Teddy a déclaré que son travail sur le premier EP de 2NE1 était très influencé par le reggae. Plus tard, sur l'album full length de 2NE1 et le mini-album qui a suivi, il a utilisé des styles pop et dance, et par moments des éléments house.